# Jazz på ungerska
Jazz på ungerska från 1968 är ett musikalbum med Jan Johansson och Svend Asmussen. Albumet innehåller jazztolkningar av ungerska folkmelodier.
Jazz på ungerska gavs 1996 tillsammans med In pleno ut på cd av Heptagon. På denna utgåva saknas dock Snabbcsárdás i d-moll.

## Låtlista
All musik är traditionell.
1. Det snöar – 3:33
2. Liten brunett – 6:33
3. På Balatons vågor – 7:45
4. Det vore synd att dö än – 5:13
5. Bara en flicka – 3:12
6. Snabbcsárdás i d-moll – 3:29
7. Den gamla kyrkklockan – 3:51
8. God afton allesammans – 4:55
9. Jag har också haft en mor – 2:37

## Medverkande
- Jan Johansson – piano
- Svend Asmussen – violin
- Rune Gustafsson – gitarr
- Palle Danielsson – bas
- Egil Johansen – trummor